# Иден, Эшли
Сэр Э́шли И́ден (англ. Ashley Eden; 13 ноября 1831 — 8 июля 1887) — британский колониальный чиновник в Британской Индии и дипломат. Третий сын Роберта Джона Идена, 3-го барона Окленд, епископа Бата и Уэльса.

## Биография
Получили образование в Регби, Винчестер, и колледже Ост-индской компании в Хэйлибери, поступив на индийскую государственную службу в 1852 году. В 1855 году он приобрёл известность как помощник специального комиссара во время подавления Сантальского восстания, а в 1860 году был назначен секретарём Бенгальского правительства, заняв также место в законодательном совете — должность, которую он занимал на протяжении одиннадцати лет.
В 1861 году он в качестве политического агента провёл переговоры и подписал соглашение с раджой Сиккима. Его успех привёл к тому, что он был послан с подобной же миссией в Бутан в 1863 году; но, так как он не был сопровождаем какими-либо вооруженными силами, его требования были отклонены и он был вынужден, несмотря на личные оскорбления, очень любезно вести переговоры с бутанцами. Однако результатом стал отказ от соглашения с индийским правительством и объявление войны Бутану.
В 1871 году Иден стал первым гражданским губернатором британской Бирмы; он занимал эту должность до своего назначения в 1877 году вице-губернатором Бенгалии. В 1878 году он получил Орден Звезды Индии и в 1882 году оставил должность лейтенанта-губернатора и возвратился в Англию, будучи назначен секретарём министерства по делам Индии, членом которого он оставался до своей смерти. Успех его администрации в Бенгалии был отмечен статуей, установленной в его честь в Калькутте после его выхода на пенсию.